# سياه أب (صحرا بردسكن)
سیاه أب (بالفارسية: سیاه‌آب) هي قرية تقع في إيران في قسم صحرا الريفي.